# The Eve of St. Mark
The Eve of St. Mark is een Amerikaanse oorlogsfilm uit 1944 onder regie van John M. Stahl. Het scenario is gebaseerd op het gelijknamige toneelstuk uit 1942 van de Amerikaanse auteur Maxwell Anderson.

## Verhaal
Quizz West en Janet Feller zijn een verliefd stel, maar hun toekomstplannen worden gedwarsboomd door de dienstplicht van Quizz. Hij moet op een klein, verlaten eiland op de Filipijnen blijven, nadat versterkingen worden weggeroepen door de Japanse aanval op Pearl Harbor. Samen met zijn kameraden beleeft hij talrijke avonturen.

## Rolverdeling
| Acteur         | Personage       |
| -------------- | --------------- |
| Anne Baxter    | Janet Feller    |
| William Eythe  | Quizz West      |
| Michael O'Shea | Thomas Mulveroy |
| Vincent Price  | Francis Marion  |
| Ruth Nelson    | Nell West       |
| Ray Collins    | Deckman West    |
| Stanley Prager | Soldaat Glinka  |
| Harry Morgan   | Soldaat Shevlin |
| Robert Bailey  | Korporaal Tate  |
| Joann Dolan    | Lil Bird        |
| Toni Favor     | Sal Bird        |
| George Mathews | Sergeant Ruby   |
| John Archer    | Soldaat Carter  |
| Murray Alper   | Soldaat Kriven  |
| Dickie Moore   | Zip West        |